# Мешков, Кирилл Андреевич
Кирилл Андреевич Мешков (укр. Кирило Андрійович Мєшков; 12 сентября 1993, Новая Каховка, Херсонская область, Украина) — украинский борец вольного стиля, призёр чемпионата Европы.

## Спортивная карьера
В мае 2018 года стал бронзовым призёром чемпионата Европы в Каспийске, одолев в схватке за бронзу Ираклия Мцитури, представлявшего Грузию. По ходу решающей схватки с грузином Мешков проигрывал 0:6, однако сперва сумел сравнять счет, а на последних секундах добыл победное очко, вытолкнув соперника за пределы ковра.

## Спортивные результаты на крупных международных соревнованиях
- Чемпионат Европы по борьбе 2018 — ;